# .bss
Il segmento bss (indicato come .bss o bss) è una porzione di un programma che contiene variabili statiche che sono dichiarate ma non esplicitamente inizializzate. In alcuni sistemi operativi tale sezione viene inizializzata a zero quando il programma viene caricato in memoria.
Il nome della sezione è un acronimo di "block started by symbol" e deriva da un opcode presente nell'assembler per IBM 704.
Alcune architetture presentano il segmento tbss che ha scopi analoghi per la programmazione a thread.